# فريتز مانينغ
فريتز مانينغ (بالإنجليزية: Frederic Manning)‏ هو كاتب وشاعر أسترالي، ولد في 22 يوليو 1882 في سيدني في أستراليا، وتوفي في 22 فبراير 1935 في هامبستاد في المملكة المتحدة.

## وصلات خارجية
- فريتز مانينغ على موقع إن إن دي بي (الإنجليزية)